# 上拉尔
上拉尔是德国莱茵兰-普法尔茨州的一个市镇。总面积2.82平方公里，总人口729人，其中男性352人，女性377人（2011年12月31日），人口密度259人/平方公里。